# Edmund Andros
Edmund Andros (Londres, 6 de dezembro de 1637 — Londres, 24 de fevereiro de 1714) foi um administrador colonial inglês na América do Norte. Andros ficou conhecido principalmente por seu governo do Domínio da Nova Inglaterra durante a maior parte de sua existência de três anos. Em outras ocasiões, Andros serviu como governador das províncias de Nova York, Jersey Leste e Oeste, Virgínia, e Maryland. Antes de seus serviços na América do Norte, Andros serviu como bailio de Guernsey. O exercício do cargo de Andros na Nova Inglaterra foi autoritário e turbulento, uma vez que suas ações eram vistas como pró-anglicanas, uma crítica nociva em uma região cuja população era de maioria puritana. Suas ações na Nova Inglaterra resultaram em sua derrubada durante a Revolta de Boston em 1689.
Andros foi considerado um governador mais eficaz em Nova York e Virgínia, embora tenha se tornado inimigo de figuras proeminentes em ambas as colônias, muitas das quais conspiraram para removê-lo do cargo. Apesar dessas inimizades, Andros conseguiu negociar uma série de alianças e tratados com os iroqueses, estabelecendo uma paz de longa duração envolvendo as colônias e outras tribos que interagiram com aquela confederação. Suas ações e governança em geral seguiram as instruções que lhe eram esperadas no exercício de suas funções, e receberam a aprovação dos monarcas e dos governos que o nomearam para tal.
Andros foi chamado de volta à Inglaterra quando exercia seu cargo na Virgínia em 1698, e retomou o título de bailio de Guernsey. Embora não residisse mais integralmente em Guernsey já há muito tempo, foi nomeado vice-governador da ilha, e serviu nessa posição durante quatro anos. Andros morreu em 1714.

## Juventude
Andros nasceu em Londres em 6 de dezembro de 1637. Amice Andros, seu pai, era bailio de Guernsey e um ardente defensor de Carlos I. Sua mãe era Elizabeth Stone, cuja irmã era uma cortesã da irmã do rei, Rainha Elizabeth da Boêmia. Embora se tenha afirmado que Andros esteve presente na rendição em 1651 do Castelo Cornet de Guernsey, o último reduto monarquista a render-se na Guerra civil inglesa, não há nenhuma forte evidência que sustente isto. É possível que Andros tenha fugido de Guernsey com sua mãe em 1645. Em 1656, foi aprendiz de seu tio, Sir Robert Stone, capitão de uma companhia de cavalaria. Andros, em seguida, serviu nas duas campanhas de inverno na Dinamarca, incluindo a ajuda a Copenhague em 1659. Como resultado dessas experiências, adquiriu fluência em francês, sueco e holandês. Permaneceu um firme defensor dos Stuarts, enquanto eles estavam no exílio. Carlos II, depois de sua restituição ao trono, especificamente elogiou a família Andros por seu apoio.

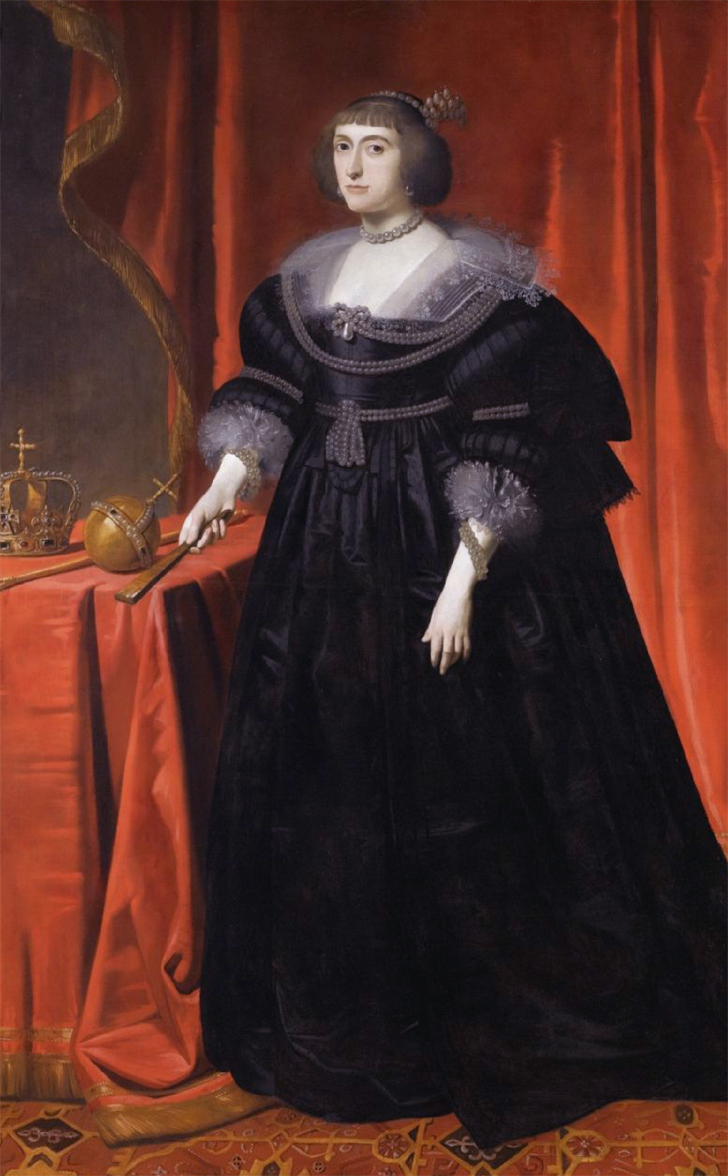
Elizabeth da Boêmia, irmã de Carlos I e tia de Carlos II.

Andros serviu como cortesão de Elizabeth da Boêmia de 1660 até sua morte em 1662. Em 1671, casou com Mary Craven, filha de Thomas Craven de Burnsall no West Riding of Yorkshire (hoje North Yorkshire), filho de um primo do Conde de Craven, um dos assessores mais próximos da rainha, e amigo, que serviu como seu patrono por muitos anos. Durante a década de 1660 Andros serviu no exército inglês contra os holandeses. Foi em seguida destacado como major para servir no regimento de Sir Tobias Bridge, que o enviou para Barbados em 1666. Retornou à Inglaterra dois anos depois, portando despachos e cartas.

## Governador de Nova York
Depois que seu pai morreu em 1674, Andros foi nomeado para sucedê-lo como bailio de Guernsey. Foi também nomeado pelo Duque de York para ser o primeiro governador proprietário da Província de Nova York. O território da província incluía os antigos territórios de Nova Holanda, cedida à Inglaterra pelo Tratado de Westminster, incluindo todos os do atual Nova Jersey, as explorações agrícolas holandesas situadas às margens do rio Hudson desde Nova Amsterdã (renomeado Nova York) até Albany, bem como Long Island, Martha's Vineyard e Nantucket. Em 1664 Carlos II havia concedeu a Jaime todo este território, bem como toda a terra do atual Maine entre os rios Kennebec e Saint Croix, mas devido à interferência holandesa na retomada do território, Carlos emitiu uma nova licença para Jaime. Andros chegou ao porto de Nova York no final de outubro, e negociou a entrega dos territórios holandeses com representantes locais e o governador holandês Anthony Colve, que ocorreu em 10 de novembro de 1674. Andros concordou em confirmar as participações das propriedades já existentes e permitir que os habitantes holandeses do território mantivessem a sua religião protestante.

### A disputa de fronteira de Connecticut
Andros também se envolveu em disputas de fronteira com a vizinha colônia de Connecticut. As reivindicações holandesas originalmente se estendiam até o leste do rio Connecticut, mas estas reivindicações não foram atendidas em 1650 pelo Tratado de Hartford, e reduzidas a uma linha de fronteira 32 km a leste do rio Hudson em 1664. A reivindicação territorial da província de Nova York não reconheceu isso, e Andros anunciou às autoridades de Connecticut suas intenções de recuperar esse território (que incluía a capital de Connecticut, Hartford) no início de 1675. Os líderes de Connecticut apontaram as últimas revisões dos limites de Connecticut, mas Andros manteve sua reivindicação, argumentando que essas revisões tinham sido substituídas pela concessão à Inglaterra do território da província de Nova York. Andros aproveitou os acontecimentos da Guerra do Rei Filipe em julho de 1675 como desculpa para seguir de navio para Connecticut com uma pequena força militar para fazer valer as reivindicações do duque. Quando chegou na colônia de Saybrook, na foz do rio em 8 de julho, encontrou o forte local ocupado pela milícia de Connecticut, que tinha hasteado a bandeira inglesa. Andros desembarcou, teve uma breve conversa com o comandante da fortaleza, leu suas ordens, e retornou para Nova York. Esta foi a participação total de Andros na tentativa de reivindicar o território, mas ela seria lembrada em Connecticut, quando as tentativas posteriores foram feitas para afirmar a autoridade de Nova York.

### A Guerra do Rei Filipe

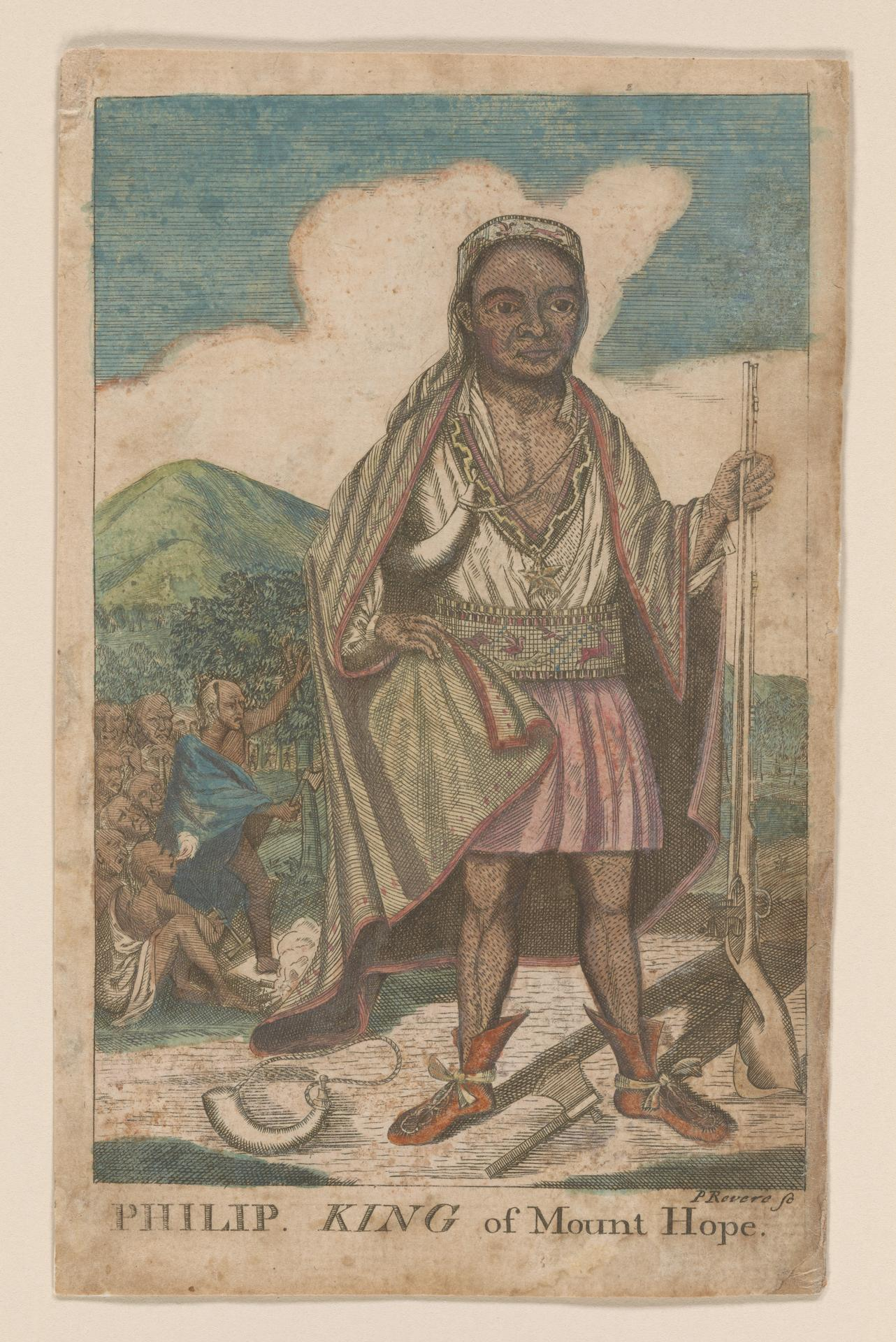
Uma caricatura do Rei Filipe feita por Paul Revere.

Depois de sua expedição a Connecticut, Andros viajou para o território dos iroqueses a fim de estabelecer relações com eles. Foi bem recebido, e concordaram em dar continuidade à prática holandesa de fornecimento de armas de fogo para os iroqueses. Esta ação bem sucedida prejudicou os avanços diplomáticos franceses junto aos iroqueses. Ela também deu origem às acusações na Nova Inglaterra, de que Andros fornecia armas aos índios aliados do rei Filipe (como o líder wampanoag Metacom era conhecido pelos ingleses); de fato, Andros forneceu pólvora para Rhode Island que foi utilizada na Luta de Great Swamp contra os narrangasett em dezembro de 1675, e especificamente proibiu a venda de munições para as tribos conhecidas serem aliadas de Filipe. As acusações envenenaram o clima entre Andros e os líderes de Massachusetts, apesar de acharem que a conduta de Andros contava com a aprovação de Londres.
No encontro com os iroqueses, Andros recebeu o nome de "Corlaer", que foi usado posteriormente pelos iroqueses para se referirem ao governador de Nova York (da mesma forma o governador francês foi apelidado de "Onontio"). Outra consequência foi a criação, em Albany, de um departamento colonial para assuntos indígenas, com Robert Livingston como seu primeiro chefe.
Sabia-se que naquele inverno Filipe estaria nos montes Berkshires, no oeste de Massachusetts, e os habitantes da Nova Inglaterra acusaram Andros de dar abrigo a ele. O historiador John Fiske sugere que a intenção de Filipe não era a de chamar os iroqueses para o conflito, mas a de atrair os moicanos para o conflito com vistas a atacar Albany. Uma oferta feita por Andros para enviar tropas de Nova York para Massachusetts com a finalidade de atacar Filipe foi rejeitada, baseada na suposição de que seria um truque secreto para mais uma vez afirmar sua autoridade sobre a região do rio Connecticut. Em vez disso, os moicanos da área de Albany entraram em luta contra Filipe, obrigando-o a retornar para o leste. Quando as autoridades de Connecticut mais tarde apelaram pela assistência de Andros, este respondeu que era "estranho" eles lhe pedirem isso, considerando seus comportamentos anteriores, e se recusou a ajudá-los.
Em julho de 1676 Andros criou um refúgio para os moicanos e outros indígenas refugiados de guerra em Schaghticoke Embora o conflito tivesse chegado ao fim no sul da Nova Inglaterra, em 1676, continuou a haver atritos entre os abenakis do norte da Nova Inglaterra e os colonos ingleses. Estes solicitaram a Andros que enviasse uma força para o território do duque no Maine, onde eles fundaram um forte em Pemaquid (atual Bristol). Andros irritou os pescadores de Massachusetts, restringindo seu uso da terra do duque para a secagem de peixes.
Em novembro de 1677 Andros partiu para a Inglaterra, onde passaria o próximo ano. Durante esta visita, foi condecorado como recompensa por sua atuação como governador, e participou de reuniões da Câmara de Comércio nas quais os agentes de Massachusetts Bay defenderam seus privilégios, e deram relatos detalhados da situação de sua colônia.

### Disputas na fronteira sul
Os territórios do duque situados mais ao sul, abrangendo o norte de Delaware, eram desejados por Charles Calvert, Barão de Baltimore, que procurou ampliar o alcance de sua propriedade na área da Província de Maryland. Ao mesmo tempo Calvert estava buscando um fim para a guerra de fronteira com os iroqueses, ao norte, tendo convencido os susquehannocks a se transferirem para o território o rio Potomac, mais para o interior do território de Maryland. Além disso, os lenapes, que dominavam a baía de Delaware, estavam descontentes com os confiscos de suas terras por colonos da Virgínia e Maryland, e a guerra entre esses grupos ficou iminente em 1673 quando os holandeses retomaram Nova York.
Quando Andros veio para Nova York, procurou estabilizar a situação. Fez amizade com os sachens (chefes) lenapes, convencendo-os a agirem como mediadores entre os inglesas e as outras tribos. A paz parecia ser iminente, quando a Rebelião de Bacon eclodiu em Maryland, resultando em um ataque contra o forte Susquehannock no rio Potomac. Os sobreviventes susquehannocks saíram furtivamente do forte uma  noite, alguns deles fazendo seu caminho em direção ao leste, para a baía de Delaware. Em junho de 1676 Andros ofereceu, recebê-los em sua jurisdição, a fim de que pudesse protegê-los de seus inimigos, os colonos da Virgínia e de Maryland. Estendeu também a oferta dada aos moicanos para os susquehannocks, para que fossem viver com eles na reserva. Estas ofertas foram bem recebidas, mas as autoridades de Maryland não conseguiram convencer seus aliados indígenas a aceitarem a paz oferecida por Andros, e organizaram a marchar em direção a Delaware, que também satisfazia o objetivo de fortalecer a reivindicação de Maryland da área. Andros respondeu incitando os susquehannocks a recuar para o território de Nova York, onde eles estariam além do alcance de Maryland, e faria uma ameaça contundente para Maryland, para reconhecer sua soberania sobre os susquehannocks, ou teria que ir buscá-los. Ofereceu também seus serviços como mediador, salientando que a ausência dos susquehannocks agora deixavam os colonos de Maryland abertos para o ataque direto pelos iroqueses.
Em um conselho realizado na aldeia lenape de Shackamaxon (local da atual Filadélfia) em fevereiro e março de 1677, todas as principais partes se reuniram, mas nenhum acordo final foi alcançado, e Andros ordenou que os susquehannocks permanecessem com os lenapes para dispersar para outras partes de Nova York em abril. Maryland enviou Henry Coursey para Nova York para envolver Andros e, posteriormente, os iroqueses nas negociações de paz, enquanto que ao mesmo tempo, enviou inspetores para delinear terras também reivindicadas por Nova York, na baía de Delaware. Coursey foi instruído a oferecer a Andros o que era em essência um suborno de 100 libras para que uma paz com os indígenas pudesse ser alcançada em troca de terras. Andros recusou o suborno, e Coursey acabou sendo obrigado a negociar além de Andros com os moicanos, em Albany. A paz acordada em negociações que se seguiram em Albany, no verão de 1677 é considerada um dos pilares do conjunto de alianças e tratados chamado de Covenant Chain.
Embora Andros tenha sido incapaz de evitar que Baltimore cedesse algumas terras de Delaware, ele conseguiu neutralizar a tentativa do líder de Maryland para controlar uma parcela ainda maior de terra. O duque posteriormente cedeu essas terras para William Penn, e elas se tornaram parte do estado de Delaware.

### Controle dos Jerseys

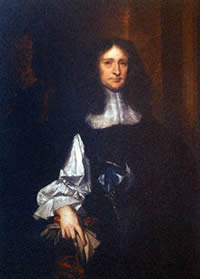
Sir George Carteret, proprietário de Jersey Leste.

A governança dos Jerseys também trouxe problemas para Andros. Jaime tinha adjudicado o território a oeste do rio Hudson para os proprietários John Berkeley e George Carteret, e Berkeley tinha então doado a porção ocidental (que ficou conhecida como Jersey Oeste) para uma associação de quakers. Berkeley não transferiu seus direitos de propriedade para este grupo, e até mesmo a natureza exata dos direitos de Jaime em doar aquele território para Berkeley e Carteret era questionada, em parte porque Jaime acreditava que a segunda carta patente que lhe foi concedida em 1674 anulou as doações anteriores que havia feito anteriormente para Berkeley e Carteret.
Isto resultou em conflito quando Andros tentou estender seu governo sobre Jersey Leste, o território governado em nome de Carteret pelo primo deste último, Philip Carteret. Possivelmente com base em ordens dadas a ele durante sua visita à Inglaterra, Andros começou a reivindicar a autoridade de Nova York sobre Jersey Leste após a morte de George Carteret, em 1680. Apesar de uma relação de amizade pessoal entre Andros e o governador Carteret, a questão da governança posteriormente obrigou Andros a mandar prender Carteret. Em uma disputa centrada na cobrança de direitos aduaneiros nos portos localizados na margem do rio Hudson pertencente a Jersey, Andros em 1680 enviou uma companhia de soldados para a casa de Philip Carteret, em Elizabethtown. Segundo o relato de Carteret sobre o incidente, ele foi espancado pelos soldados, que o prenderam em Nova York. Em um julgamento que foi presidido por Andros, Carteret foi absolvido por um júri de todas as acusações. Carteret retornou a Nova Jérsei, mas os ferimentos que sofreu na prisão afetaram sua saúde, e morreu em 1682. Como consequência do incidente, o Duque de York deixou de reivindicar a posse do território de Jersey Leste junto aos Carterets.
Um impasse menos contencioso também ocorreu quando os colonos enviados por William Penn procuraram se estabelecer no que é hoje Burlington, Nova Jérsei. Andros insistiu que eles não tinham direito de se fixarem no local sem a permissão do Duque, mas aceitou em permitir o assentamento, após eles concordaram em receber comissões menores sob a autoridade da administração do governador de Nova York. Esta situação foi definitivamente resolvida em 1680 quando o Conde de York renunciou em favor de Penn às suas reivindicações relacionadas a Jersey Oeste.

### Chamada de volta e avaliação
Os opositores políticos de Andros na colônia levaram uma série de acusações contra ele, para o Duque de York. Entre elas estavam as acusações de favoritismo em relação a empresários holandeses, e de se envolver em negócios para benefício próprio ao invés de beneficiar o Duque. Declarações também foram feitas ao duque, afirmando que suas receitas foram inferiores às que deveriam ter sido, o que, além de outras queixas, levou o duque de ordenar a volta de Andros para a Inglaterra para explicar a situação. Andros deixou a província, em janeiro de 1681, deixando em seu lugar Anthony Brockholls para administrar o governo de Nova York. Pensando ser uma breve visita à Inglaterra, sua esposa permaneceu em Nova York.
Durante seu tempo em Nova York, Andros considerava ter demonstrado boas capacidades administrativas, mas a sua forma de governo foi considerada imperiosa por seus oponentes entre os colonos, e fez muitos inimigos durante seu mandato como governador.

## Domínio da Nova Inglaterra
Em 1686 Andros foi nomeado governador do Domínio da Nova Inglaterra. Chegou a Boston em 20 de dezembro de 1686, e imediatamente assumiu as rédeas do poder. Sua comissão governamental era formada por ele mesmo, e um conselho. A composição inicial do conselho contou com representantes de cada uma das colônias do domínio absorvido, mas por causa da inconveniência das viagens e do fato de que os custos das viagens não eram reembolsados, os quóruns do conselho foram dominados por representantes de Massachusetts e Plymouth. Os Senhores do Comércio tinham insistido para que ele governasse sem uma assembleia, algo que ele expressou preocupação quando seus planos de trabalho estavam sendo elaborados. Em uma breve obra, Sir Edmund Andros, o historiador Henry Ferguson atestou o fato de que a deliberação de determinadas políticas por uma assembleia de legisladores pode ter provado ser ineficiente.
O Domínio consistia inicialmente dos território da colônia da baía de Massachusetts (incluindo o atual Maine), colônia de Plymouth, Rhode Island, Connecticut e Nova Hampshire, e foi estendido para incluir Nova York, e Jersey Leste e Oeste em 1688. A esposa de Andros, que se juntou a ele em Boston, morreu em 1688 pouco depois de sua chegada.

### Igreja da Inglaterra
Logo após sua chegada, Andros perguntou a cada uma das igrejas puritanas em Boston, se suas capela poderiam ser usadas para os serviços da Igreja da Inglaterra. Quando o pedido foi rejeitado, Andros exigiu e recebeu as chaves da Terceira Igreja de Samuel Willard em 1687. Os serviços foram realizados ali, sob os auspícios do reverendo Robert Ratcliff até 1688, quando a King's Chapel foi construída. Estas ações rotularam Andros como pró-anglicano aos olhos dos puritanos locais, que mais tarde iriam acusá-lo de envolvimento em um "horrível enredo papista".

### Receitas públicas
Seu conselho envolveu-se em um processo demorado para harmonizar o domínio e as leis inglesas. Este trabalho consumiu uma quantidade tão grande de tempo que Andros em março 1687 emitiu uma proclamação declarando que as leis preexistentes permaneceriam em vigor até que elas fossem revistas. Uma vez que Massachusetts não tinha leis preexistentes de impostos, um sistema de tributação foi criado, que se aplicaria a todo o domínio. Desenvolvido por uma comissão de proprietários de terras, a primeira proposta derivou suas receitas dos produtos importados, principalmente do álcool. Depois de muito debate, uma proposta diferente foi abruptamente proposta e aprovada, essencialmente revivendo as leis fiscais anteriores de Massachusetts. Essas leis eram impopulares junto aos agricultores que consideravam os impostos sobre os animais muito altos. Com a intenção de logo arrecadar receitas, Andros concordou também com a aprovação do aumento de impostos sobre o álcool importado.
As primeiras tentativas de fazer cumprir as leis de receita foram recebidas por uma dura resistência de diversas comunidades de Massachusetts. Várias cidades se recusaram a escolher os comissários para o levantamento do número da população da cidade e propriedades, e funcionários de certo número delas, consequentemente, foram presos e levados para Boston. Alguns foram multados e liberados, enquanto outros ficaram presos até que prometessem exercer as suas funções. Os líderes de Ipswich, que foram mais veementemente contrários à lei, foram julgados e condenados por contravenção.
As outras províncias não resistiram à imposição da nova lei, apesar de, pelo menos em Rhode Island, as taxas fossem maiores do que as que existiam no estado sob a administração colonial anterior. Os proprietários de terras relativamente pobres de Plymouth foram duramente atingidos por causa das altas taxas sobre o gado, e os fundos derivados da caça à baleia, uma vez que as fontes de lucro para as cidades individuais, eram agora dirigida para o governo do domínio. Ironicamente, os impostos de Andros eram menores em Massachusetts do que os de sua administração anterior, e dos que se seguiram; porém, seus colonos reclamavam mais sobre aqueles impostos por Andros.

### Lei da Assembleia de Cidadãos
Uma consequência do protesto dos impostos foi que Andros procurou restringir as assembleias de cidadãos, uma vez que havia sido nelas que o protesto tinha começado. Ele, então, emitiu uma lei limitando as assembleias a uma única reunião anual, unicamente com o propósito de eleger funcionários, e explicitamente proibiu as reuniões em outros momentos, por qualquer motivo. Esta perda do poder local foi amplamente odiado. Muitos protestos foram feitos alegando que as leis fiscais e as restrições às assembleias de cidadãos eram violações da Magna Carta, que garantia que o lançamento de impostos fosse feito por representantes do povo. Foi observado que aqueles que fizeram essa denúncia foram, durante a licença colonial, excluídos do número de eleitores, e, em seguida tributados.

### Reforma fundiária
Andros foi instruído a fazer valer as práticas de títulos de terras coloniais mais de acordo com as que eram praticadas da Inglaterra, e a introduzir o quit-rent (imposto territorial imposto pelo governo aos proprietários de terras arrendadas) como um meio de aumentar as receitas coloniais. Os títulos emitidos anteriormente em Massachusetts, Nova Hampshire, e Maine sob a administração colonial muitas vezes sofria de defeitos de forma (por exemplo, falta da impressão do selo colonial), e a maioria deles não incluía o pagamento do  imposto territorial. As concessões de terras nas coloniais Connecticut e Rhode Island foram feitas antes de qualquer colônia ter uma carta-patente, e havia concessões conflitantes em algumas áreas.
A maneira pela qual Andros abordou a questão foi necessariamente divisionista, já que ameaçava todo o proprietário de terras cujo título era de alguma forma duvidoso. Alguns proprietários de terras passaram pelo processo de confirmação, mas muitos se recusaram, pois não queriam enfrentar a possibilidade de perder suas terras, e viram o processo como uma apropriação velada de terras. Os puritanos de Plymouth e Massachusetts, alguns dos quais tinham propriedades rurais extensas, estavam entre esses últimos. Como todos os títulos de terra existentes em Massachusetts tinham sido concedidos nos termos agora obsoleta licença colonial, Andros, essencialmente, declarou-os nulos, e obrigou os proprietários de terras a efetuarem a recertificação suas propriedades, pagando taxas ao domínio e tornando-se sujeitos à cobrança do imposto territorial.
Andros tentou obrigar a certificação das propriedades através da emissão de mandados de intrusão, mas os grandes proprietários que possuíam muitos lotes contestaram isso individualmente, ao invés de recadastrarem todas as suas terras.

### Connecticut
Uma vez que a jurisdição de Andros incluía Connecticut, ele pediu ao governador de Connecticut Robert Treat para entregar a carta colonial não muito tempo depois de sua chegada a Boston. Ao contrário de Rhode Island, cujos funcionários prontamente aderiram ao domínio, as autoridades de Connecticut reconheceram formalmente a autoridade de Andros, mas na verdade pouco fizeram para ajudá-lo. Eles continuaram a dirigir o seu governo de acordo com a carta-patente, realizando reuniões trimestrais da legislatura e eleição de funcionários da colônia, enquanto Treat e Andros negociavam sobre a entrega da carta. Em outubro de 1687 Andros finalmente decidiu viajar para Connecticut para tratar pessoalmente do assunto. Acompanhado por uma guarda de honra, chegou a Hartford em 31 de outubro, e se reuniu naquela noite com a liderança colonial. Segundo a lenda, durante esta reunião, a carta foi colocada na mesa para todos verem. As luzes da sala inesperadamente se apagaram, e quando voltaram, a carta tinha desaparecido. Foi dito que a carta foi escondida em uma árvore de carvalho próxima (depois conhecida como a Carta do Carvalho) para que uma busca nos edifícios próximos não localizasse o documento.

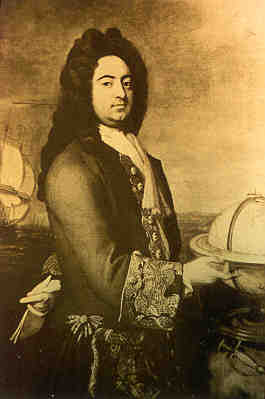
Francis Nicholson

Independentemente da veracidade do relato, os registros de Connecticut mostram que seu governo se rendeu formalmente à autoridade de Andros e deixou de funcionar naquele dia. Andros, em seguida, viajou por toda a colônia, fazendo nomeações judiciais e outras, antes de retornar a Boston. Em 29 de dezembro de 1687, o conselho de domínio formalmente estendeu suas leis para Connecticut, completando o assimilação das colônias da Nova Inglaterra.

### Inclusão de Nova York e das Jerseys
Em 7 de maio de 1688, as províncias de Nova York, Jersey Leste e Jersey Oeste foram adicionadas ao Domínio. Porque elas eram afastadas de Boston, onde Andros tinha a sua sede, Nova York e as Jerseys foram administradas pelo vice-governador Francis Nicholson de Nova York. Nicholson, um capitão do exército e protegido do secretário colonial William Blathwayt, chegou a Boston no início de 1687, como parte da guarda de honra de Andros, e foi nomeado para o seu conselho. Durante o verão de 1688, Andros viajou primeiro para Nova York, e depois para as Jerseys, para criar a sua comissão. O governo do Domínio nas Jerseys foi complicado pelo fato de que os proprietários, cujos estatutos foram revogados, mantiveram suas propriedades, e pediram para Andros o que seria os tradicionais direitos senhoriais. O período de domínio nas Jerseys foi relativamente tranquilo, devido às suas distâncias dos centros de poder, e o fim inesperado do domínio em 1689.

### Diplomacia indígena
Em 1687 o governador da Nova França, o Marquês de Denonville, lançou um ataque contra as aldeias senecas no que é hoje a parte ocidental do estado de Nova Iorque. Seu objetivo era interromper o comércio entre os ingleses de Albany e a confederação dos iroqueses, da qual os senecas pertenciam, e para quebrar a Covenant Chain, uma paz que  Andros havia negociado em 1677, quando foi governador de Nova York. O governador de Nova York Thomas Dongan apelou por ajuda, e o rei Jaime ordenou para que Andros lhe prestasse assistência. Jaime também entrou em negociações com Luís XIV de França, o que resultou em um abrandamento das tensões na fronteira noroeste. Na fronteira nordeste da Nova Inglaterra, porém, os abenakis tinham queixas contra os colonos ingleses, e iniciaram uma ofensiva no início de 1688. Andros fez uma expedição ao Maine no início do ano, e invadiu vários assentamentos indígenas. Invadiu também o posto avançado de comércio e casa de Jean-Vincent d'Abbadie de Saint-Castin em Penobscot Bay. Sua preservação cuidadosa da capela da católica de Castin seria uma fonte de posteriores acusações de "papismo" contra Andros Lustig.

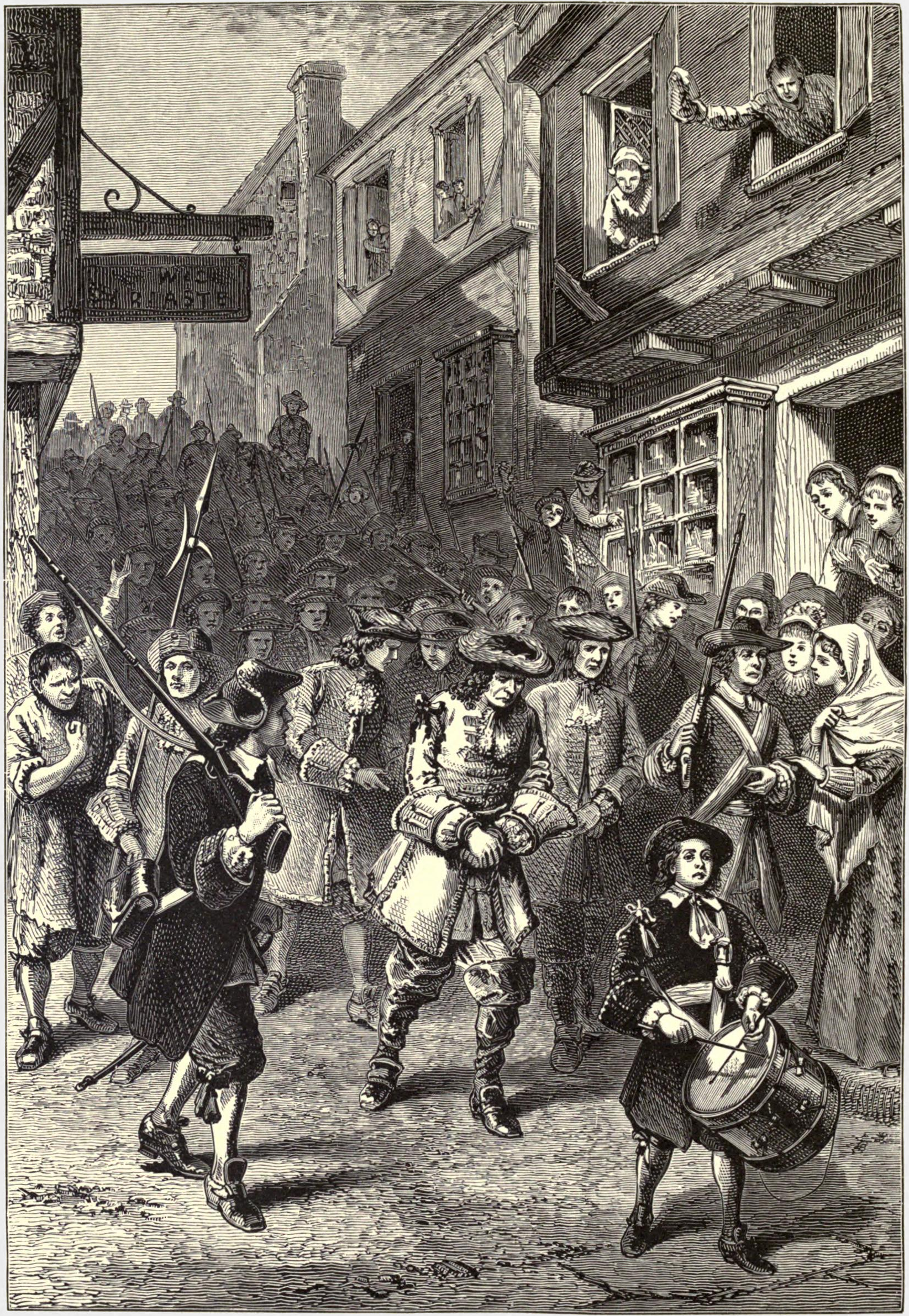
"Andros um Prisioneiro em Boston" como representado em "Pioneiros da Colonização da América" vol. 1, por William A. Crafts (1876)

Quando Andros assumiu a administração de Nova York em agosto de 1688, se reuniu com os iroqueses, em Albany, para renovar a aliança. Nesta reunião, Andros irritou os iroqueses, se referindo a eles como "filhos" (implicando em subserviência aos ingleses), ao invés de "irmãos" (o que implicaria em igualdade). Retornou a Boston em meio a novos ataques contra a fronteira da Nova Inglaterra por parte dos abenakis, que admitiram fazer isso em parte devido ao incentivo recebido dos franceses.
Durante a permanência de Andros em Nova York, a situação no Maine novamente se deteriorou, com os colonos ingleses invadindo aldeias indígenas e fazendo prisioneiros. Essas ações foram tomadas em conformidade com uma diretiva emitida pelos conselheiros do domínio que permaneceram em Boston, ordenando aos comandantes da milícia da fronteira que tomassem em custódia qualquer abenaki suspeito de participar dos ataques. Esta diretiva provocou um problema no Maine, quando vinte abenakis, incluindo mulheres e crianças, foram levados sob custódia pela milícia colonial. As autoridades locais foram confrontadas com o dilema de abrigar os presos, enviá-los de navio inicialmente para Falmouth e depois para Boston, irritando os outros nativos da região, que tomaram ingleses como reféns para garantir o retorno seguro dos cativos. Andros castigou a população do Maine pelos seus atos injustificados e mandou que libertassem os indígenas e retornou para o Maine. Uma pequena escaramuça durante o processo de troca de cativos resultou na morte de quatro reféns ingleses, e provocou descontentamento no Maine. Em meio a esta discórdia, Andros retornou ao Maine com uma força significativa, e iniciou a construção de fortificações adicionais para proteger os colonos. Andros passou o inverno no Maine, e retornou a Boston em março após ouvir rumores de revolução na Inglaterra e descontentamento em Boston.

### Revolta
Em 18 de abril de 1689, logo após chegar a notícia a Boston da derrubada de James II de Inglaterra, os colonos de Boston insurgiram-se contra seu governo. A bem organizada "multidão" invadiu a cidade, prendendo funcionários do domínio e anglicanos. Andros tinha seus aposentos no Forte Mary, uma guarnição no lado sul da cidade, onde um número de funcionários se refugiaram. A antiga liderança colonial de Massachusetts, restaurada pela rebelião e chefiada pelo ex-governador Simon Bradstreet, pediu para que Andros se rendesse, para sua própria segurança por causa da multidão que eles chamaram de "totalmente fora de controle". Andros se recusou e tentou fugir para o navio Rose, a única embarcação presente da Marinha Real, no momento da revolta, perto de Boston. Porém, o barco enviado do Rose para apanhá-lo, foi interceptado pela milícia, e Andros foi forçado a voltar ao Forte Mary. As negociações se seguiram, e Andros concordou em deixar o forte para se reunir com o conselho rebelde. Foi-lhe prometido salvo-conduto, e Andros foi levado sob escolta para a casa onde o conselho estava reunido. Lá, Andros foi informado de que "eles queriam e teriam o Governo, em suas próprias mãos", e que ele estava preso. Andros foi levado para a casa do tesoureiro do domínio John Usher, e mantido sob estreita vigilância.

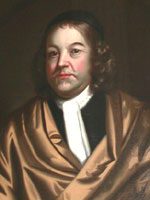
O ex-governador de Massachusetts, Simon Bradstreet.

Depois que o Forte Mary caiu nas mãos dos rebeldes no dia 19, Andros foi retirado da casa de Usher. Ficou confinado no forte juntamente com Joseph Dudley e outros funcionários do domínio até 7 de junho, quando foi transferido para Castle Island. É durante este período de cativeiro que foi dito que Andros teria tentado uma fuga vestido com roupas de mulher. A história, apesar de amplamente divulgada, foi contestada pelo ministro anglicano Robert Ratcliff, que alegou que esta história e outras mais não tinham "o menor fundamento de verdade", e que elas eram "falsidades e mentiras" propagadas para "tornar o governador odioso perante seu povo". Andros conseguiu fugir de Castle Island, em 2 de agosto, depois que seu servo embebedou os sentinelas. Conseguiu fugir para Rhode Island, mas foi logo recapturado e, posteriormente, mantido em uma solitária. Ele e outros foram mantidos por dez meses cativos antes de serem enviados para a Inglaterra para serem julgados. Os agentes de Massachusetts em Londres se recusaram a assinar as acusações feitas contra ele, assim, o tribunal sumariamente os dispensou, e o libertou. Quando Andros foi questionado sobre a várias acusações que foram levantadas contra ele, salientou que todas as suas ações haviam sido tomadas para adequar as leis coloniais em conformidade com a legislação inglesa, ou foram especificamente tomadas no intuito de cumprir as instruções recebidas.
Antes da partida de Andros para a Inglaterra, o domínio foi efetivamente dissolvido, com os governos coloniais substituídos por aqueles do domínio de retorno ao poder.

## Governador da Virgínia
Andros foi bem recebido na corte por ocasião do seu retorno à Inglaterra. O rei Guilherme III, em particular, recordou que Andros visitou sua corte na Holanda, e expressou total aprovação do serviço prestado por ele. Em busca de emprego, Andros ofereceu seus serviços como espião, oferecendo a ideia de ir para Paris, aparentemente para se encontrar com o exilado Jaime, mas para na verdade tentar adquirir planos militares franceses. Este plano foi rejeitado. Enquanto permaneceu na Inglaterra se casou pela segunda vez, com Elizabeth Crisp Clapham, em julho de 1691. Ela era viúva de Christopher Clapham, que estava ligado por aquele casamento à família de sua primeira esposa.
A próxima oportunidade de emprego para Andros surgiu com a demissão, em fevereiro de 1692, de Lorde Effingham como governador da Província da Virgínia. Embora Francis Nicholson, ex-vice-governador do domínio, estivesse servindo como vice-governador na Virgínia e almejasse uma posição superior, Guilherme III concedeu o governo para Andros, e premiou Nicholson com outro vice-governo, desta vez em Maryland. Isto tornou o mandato de Andros ainda mais difícil, uma vez que a sua relação com Nicholson havia se deteriorado por outras razões. As razões exatas para essa inimizade não são claras: um contemporâneo escreveu que Nicholson "especialmente tinha [ressentimento] de Sir Edmund Andros, contra quem ele tem um despeito especial por conta de alguns negócios anteriores".
Andros chegou à Virgínia em 13 de setembro de 1692, e iniciou as suas funções, uma semana depois. Nicholson graciosamente o recebeu, e não muito tempo depois, partiu para a Inglaterra. Andros se instalou em Middle Plantation (o futuro local de Williamsburg), onde viveria até 1695. Trabalhou para organizar os registros provinciais, a manutenção do que tinha sofrido desde a Rebelião de Bacon, e promoveu a execução de leis destinadas a impedir a rebelião de escravos.
Incentivou a diversificação da economia da Virgínia, que era então quase que exclusivamente dependente do tabaco. A economia voltada para a exportação também estava sendo prejudicada pelo curso da Guerra dos Nove Anos, obrigando os navios mercantes a viajarem em comboios. Durante vários anos, a Virginia não recebeu nenhuma escolta militar, e seus produtos não podiam seguir para o mercado europeu. Andros incentivou a introdução de novas culturas como o algodão e o linho, e a fabricação de tecidos.
A Virgínia foi o primeiro posto colonial no qual Andros teve que trabalhar com uma assembleia local. Seu relacionamento com a Câmara dos Burgueses era geralmente cordial, mas encontrou alguma resistência, especialmente no que diz respeito às medidas relacionadas com a guerra e as defesas coloniais. Contratou navios armados para patrulhar as águas da colônia e contribuiu financeiramente para as defesas coloniais de Nova York, constituindo-se num baluarte contra a possibilidade de incursões francesas e indígenas na Virgínia. Em 1696 Andros recebeu ordens do rei para enviar tropas para Nova York, para o que os burgueses relutantemente destinaram 1.000 libras. A gestão de Andros da defesa colonial e as relações com os indígenas foram bem sucedidas: a Virgínia, ao contrário de Nova York e Nova Inglaterra, não foi atacada durante a guerra.
Durante seu mandato, Andros contou com a inimizade de James Blair, um proeminente ministro anglicano. Blair estava trabalhando para fundar um novo colégio para educar ministros anglicanos, e acreditava que Andros não era favorável à ideia. Blair e Nicholson trabalharam estreitamente nesta ideia, com Nicholson, muitas vezes vindo de Maryland para reuniões sobre o assunto. Os dois homens estavam unidos em sua antipatia contra Andros, e suas atividades ajudaram a causar a exoneração de Andros. The College of William & Mary foi fundado em 1693. Apesar das afirmações de Blair de que Andros era contra o projeto, Andros doou o custo dos tijolos para a construção da capela do colégio de seus próprios fundos, e convenceu a Câmara dos Burgueses a aprovar o financiamento de 100 libras por ano para o colégio.
As queixas de Blair, muitos delas vagas e imprecisas, fizeram o seu caminho até Londres, onde o processo de conduta em Andros deu entrada na Câmara de Comércio e nos tribunais eclesiásticos da Igreja da Inglaterra em 1697. Andros perdeu a maioria de seu apoio na Câmara de Comércio, quando uma facção whig chegou ao poder. Os bispos anglicanos firmemente apoiaram Blair e Nicholson. Em março de 1698 Andros, queixando-se de fadiga e doença, pediu para retornar para a Inglaterra.

## Anos depois
A exoneração de Andros foi anunciada em Londres em maio de 1698; foi substituído por Nicholson. Retornou à Inglaterra, e retomou o seu posto de bailio de Guernsey. Dividiu seu tempo entre Guernsey e Londres, onde tinha uma casa em Denmark Hill. Sua segunda esposa morreu em 1703, e casou pela terceira vez em 1707, com Elizabeth Fitzhebert. Em 1704 a Rainha Ana nomeou-o vice-governador de Guernsey, cargo que ocupou até 1708. Morreu em Londres em 24 de fevereiro de 1714 e foi sepultado na igreja de Santa Ana, Soho. Sua esposa morreu em 1717 e foi sepultada próxima a ele. A igreja foi destruída durante a Segunda Guerra Mundial, e não há mais qualquer vestígio de suas sepulturas. Andros não teve filhos com nenhuma de suas esposas.

## Legado
Andros continua sendo uma figura notória na Nova Inglaterra, especialmente em Connecticut. Connecticut oficialmente excluiu-o da sua lista de governadores coloniais, mas seu retrato ainda está pendurado no Salão dos Governadores, no Museu do Estado do outro lado do State Capitol, em Hartford. Embora ele não fosse querido nas colônias, foi reconhecido na Inglaterra como um administrador eficiente, implementando as políticas que lhe eram ordenadas realizar pela coroa. A biógrafa Mary Lou Lustig observa que ele foi "um estadista consumado, um soldado corajoso, um cortesão polido, e um servo dedicado", mas que seu estilo foi muitas vezes "autocrático, arbitrário e ditatorial", que lhe faltou tato, e que tinha dificuldade em atingir metas. Da mesma forma, Andros foi caracterizado como um antagonista no romance de 1879 Capitão Nelson, descrito como um "romance da época colonial".
Acredita-se que Andros nas Bahamas recebeu o nome em sua homenagem. Os primeiros proprietários das Bahamas eram membros da família de sua primeira esposa, os Cravens.